# John Grisham
John Ray Grisham, Jr. (Jonesboro, Arkansas, 8 de febrer de 1955) és un escriptor i polític estatunidenc autor de nombrosos thrillers ambientats en el món jurídic.
És sobretot conegut per les seves novel·les que han estat portades a la pantalla, sobretot The Firm (amb Tom Cruise i Gene Hackman), L'informe Pelicà (amb Julia Roberts), The Rainmaker (de Francis Ford Coppola, amb Claire Danes i Matt Damon), El client (amb Susan Sarandon i Tommy Lee Jones), El Dret de matar (amb Matthew McConaughey i Samuel L. Jackson) o El Mestre del joc (amb Dustin Hoffman i Gene Hackman).

## Biografia
Els seus pares eren modestos baptistes que van tenir cinc fills, John era el segon. El seu pare va treballar a la construcció i als camps de cotó. Després de diversos trasllats, la família es va instal·lar l'any 1967 a la petita ciutat de Southaven, del comtat de DeSoto a Mississipi. Encoratjat per la seva mare, el jove Grisham devora molts llibres, entre els quals, els escrits per John Steinbeck, un model de claredat per a ell.
L'any 1977, Grisham es diploma en ciències comptables de la universitat d'Estat del Mississipi. Durant els seus estudis, treballa en un diari, la qual cosa l'ajudarà a la seva futura carrera literària.
Es va graduar a la Universitat de l'estat de Mississipi i posteriorment estudià a l'escola de dret de la Universitat de Mississipi el 1981, a la Mississippi School of Law l'any 1981, entra en un despatx d'advocats de la petita ciutat de Southaven. Després de deu anys a treballar-hi, es concentra en casos criminals. Posteriorment, fou diputat a la Cambra de Representants de l'estat de Mississipi pel Partit Demòcrata entre gener de 1984 i setembre de 1990.
L'any 1984, en un judici, escolta el testimoniatge trasbalsant d'un nen de dotze anys que ha patit una violació. En el seu temps lliure comença a escriure la seva primera novel·la on explora la hipòtesi que el pare de la noia ha matat els violadors. Després de tres anys de treball, proposa A Time to Kill a diversos editors, que el rebutgen. Wynwood Press decideix acceptar-la i de publicar-ne 5.000 exemplars el juny de 1988.
Immediatament després de la publicació d'A Time to Kill, Grisham comença a escriure la història d'un brillant advocat diplomat feia poc que accepta l'oferta irresistible que una firma de Memphis li fa, no dubtant que aquesta realitzi operacions il·lícites. Aquesta novel·la, La Firma, esdevé la millor venda de 1991. Grisham treu des d'aleshores una novel·la per any de mitjana, sent alguns grans èxits. A partir de 2001, comença a escriure sobre el sud rural dels Estats Units.

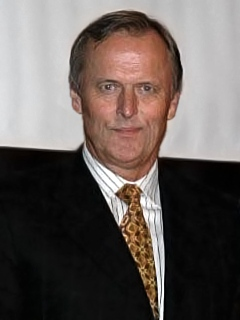
John Grisham (2009)

L'any 1996, Grisham torna a l'arena judicial defensant reeixidament una família el pare de la qual mor després d'un accident ferroviari.
L'any 2010 publica la seva primera obra de literatura infantil i de joventut amb Théodore Boone, nen i justicier. Al gener 2010, el rànquing de diverses revistes dedicades a l'edició, com Livres-Hebdo a França i The Bookseller a la Gran Bretanya, el situa a la dècima posició dels escriptors de ficció més venuts a Europa l'any 2009.
El 2012, s'havien venut al voltant de 275 milions d'exemplars dels seus llibres arreu del món. Guanyador del premi Galaxy British Book, Grisham és un dels únics tres escriptors que han venut dos milions de còpies en una primera edició (els altres són Tom Clancy i J.K. Rowling.
El seu primer èxit fou La Firma (1991), del qual en va vendre 7 milions d'exemplars i en van fer una pel·lícula el 1993 i una seqüela en forma de sèrie de televisió el 2012. En total, s'han portat al cinema nou novel·les seves (per exemple, L'informe Pelicà).

## Vida privada
La passió de Grisham pel baseball -de nen, somiava fer una carrera professional- regalima a la seva novel·la més intimista, L'Última Collita, i a la seva participació en les activitats de la Little League a Oxford, Mississipi i a Charlottesville a Virgínia. Va fer també de missioner al Brasil. La seva dona, Renee, així com els seus dos fills, Ty i Shea, viuen amb ell en una casa victoriana a prop d'Oxford. També té una plantació a prop de Charlottesville.
Grisham és cristià evangèlic baptista. Ha descrit el seu nou naixement com el moment més important de la seva vida. Ha creat amb la seva dona una estructura «a la vegada humanitària i religiosa» per ajudar els altres. Aquesta fundació, totalment finançada pels seus drets d'autor, ajuda missioners baptistes al Brasil en la compra de medicaments i la construcció de capelles, clíniques i escoles.

## Obra

### Novel·les

#### SèrieJake Brigance
- A Time to Kill (1989)
- Sycamore Row (2013)

#### Altres novel·les
- The Firm (1991)
- The Pelican Brief (1992)
- The Client (1993)
- The Chamber (1994)
- The Rainmaker (1995)
- The Runaway Jurat (1996)
- The Partner (1997)
- The Street Lawyer (1998)
- The Testament (1999)
- The Brethren (2000)
- A Painted House (2000)
- Skipping Christmas (2001)
- The Summons (2002)
- The King of Culpes (2003)
- Bleachers (2003)
- The Last Juror (2004)
- The Broker (2005)
- The Appeal (2007)
- Playing for Pizza (2007)
- The Associate (2009)
- The Confession (2010)
- The Litigators (2011)
- Calico Joe (2012)
- The Racketeer (2012)
- Gray Mountain (2014)
- Altiu Lawyer (2015)
- The Whistler (2016)
- Camino Island (2017)
- The Rooster Bar (2017)
- The Reckoning (2018)
- The Guardians (2019)
- Camino Winds (2020)

### Obres de literatura infantil i de joventut

#### SèrieThéodore Boone
- Kid Lawyer (2010)
- The Abduction (2010)
- The Accused (2012)
- The Activist (2013)
- The Fugitive (2015)
- The Scandal (2016) és el sisè llibre de la sèrie. Va ser publicat el 10 de maig de 2016

### Novel·les aïllades
- Blood Drive (2011)
- Casino (2011)
- Fetching Raymond (2011)
- Fish Files (2011)
- Funny Boy (2011)
- Michael's Room (2011)
- Quiet Haven (2011)

### Altres publicacions
- The WaveDancer Benefit (2002), en col·laboració amb Pat Conroy, Stephen King i Peter Straub
- The Innocent Man: A True Story (2006)
- Don't Quit Your Day Job (2010), en col·laboració amb diversos escriptors, com Winston Groom, Daniel Wallace i Brad Watson

## Filmografia

### Guionista
- 1998: Conflicte d'interessos  (The Gingerbread Man) de Robert Altman (història)
- 2004: Mickey d'Hugh Wilson

### Adaptacions de les seves obres
- 1993: La Firma (The Firm) de Sydney Pollack (segons The Firm)
- 1993: L'informe Pelicà (The Pelican Brief) d'Alan J. Pakula
- 1994: El Client (The Client) de Joel Schumacher
- 1996: Cambra segellada (The Chamber) de James Foley
- 1996: El Dret de matar (A Time to Kill) de Joel Schumacher
- 1997: The Rainmaker de Francis Ford Coppola
- 2003: El Mestre del joc (Runaway Jurat) de Gary Fleder
- 2003: The Street Lawyer de Paris Barclay (episodi pilot d'un projecte de sèrie TV)
- 2003: A Painted House (telefilm) d'Alfonso Arau
- 2004: Un Nadal de bojos ! (Christmas with the Kranks) de Joe Roth
- 2012: The Firm (sèrie TV)
- 2018: The Innocent Man (sèrie TV)